# Crkva sv. Marka Evanđelista u Žedniku
Crkva sv. Marka Evanđelista u Žedniku je rimokatolička crkva u bačkom selu Žedniku. Posvećena je svetom Marku Evanđelistu. Bogoslužni je jezik hrvatski.
Župna je crkva župe sv. Marka Evanđelista.  koja je dijelom dekanata Subotica - Donji Grad. Ova je bila stara župa. Bila je dijelom župe sv. Terezije od koje je odvojena i obnovljena 1913. godine. Od iste se godine vode matične knjige.
Crkva je građena od od 1910. do 1912. godine. Duga je 48,1 metar, a široka 11,63 metra. Brod je visok 10 metara. Crkva ima toranj visine 30 metara i četiri zvona. Nekad je imala znatno viši toranj koji je bio visine od 47,15 metara, ali ga je oluja srušila 1925. godine. Ukrašavana je 1936. godine.
Crkvu pored ostalog krase djela slikara Martina Džavića koji je crkvu oslikao svečanim temama iz života bunjevačkih Hrvata (Dužijanca, kraljice...)